# Orange Bowl (tenis)
El Orange Bowl, conocido desde 2008 como el Dunlop Orange Bowl (por motivos de patrocinio), es un prestigioso torneo de tenis junior, uno de los únicos cinco que se han valorado por la ITF como "grado A". Fundado en 1947 en Miami Beach, el torneo se ha celebrado durante años para niños y niñas, en la modalidad de sencillos y dobles. El torneo se divide en categoría sub 17 y sub 19. Desde 1999, el torneo se ha celebrado cada mes de diciembre en el Crandon Park en Key Biscayne, Florida.

## Historia
El Orange Bowl, comenzó en Flamingo Tennis Center, ubicado en Miami Beach. Este lugar organizó el torneo hasta 1998, cuando se trasladó a su actual emplazamiento en el Crandon Park en Key Biscayne, Florida. El Orange Bowl fue iniciado por Eddie Herr. El torneo pronto creció en prestigio e importancia, siendo considerado el rito de iniciación de los futuros campeones del mundo de tenis. Los ganadores del torneo se publican en una placa de bronce a la entrada del Flamingo Tennis Center.
Los jugadores que han competido en el Orange Bowl entre otros, incluyen a grandes jugadores de la historia, tales como Andre Agassi, Arthur Ashe, Boris Becker, Björn Borg, Jimmy Connors, Jim Courier, Stefan Edberg, Chris Evert, Roger Federer, Steffi Graf, Justine Henin, Ivan Lendl, Hana Mandlikova, Andy Roddick, Gabriela Sabatini, Monica Seles, Guillermo Vilas y Mats Wilander. Hasta el día de hoy sin embargo, Mary Joe Fernández es el único jugador, hombre o mujer, que ganó en cada división de edad del Orange Bowl y el Junior Orange Bowl: sub-14, sub-16 y sub-18. Sin embargo, Lynn Miami Epstein, ganó el sub-14, y se saltó el sub-16 para jugar el sub-18 ganando dos años consecutivos. Epstein es el único jugador, hasta hoy, que ha logrado esta hazaña, de hecho superando el récord de Fernández.
En 1983, durante el apogeo del torneo, un estadio profesional fue construido en el Parque Flamingo. Durante la década de 1990 sin embargo, Flamingo Park Tennis Center fue víctima de un mal mantenimiento. En 1999 el torneo se trasladó al Centro de Tenis de Crandon Park en Key Biscayne, el "hogar" de hoy del Sony Ericsson Open.
Desde 1962, los dos grupos más jóvenes (sub-12 y sub-14) se llevan a cabo en un lugar separado en Coral Gables. Por lo tanto hoy en día, el Orange Bowl Junior es en Coral Gables. Y el Orange Bowl (menores de 16 años y menores de 18 años) se ha trasladado en 2011 desde Miami a Plantation.
La USTA espera llevar el Orange Bowl de regreso a las canchas de arcilla de Miami Beach para que retorne el prestigio del torneo y la popularidad del mismo a la ciudad.[cita requerida]
Dunlop ha sido el patrocinador del torneo por lo que el título "Dunlop Orange Bowl" se usa desde 2008.

## Características del torneo
Los jugadores deben tener al menos 13 años de edad para competir.

## Campeones

### Campeones de individuales
| Año  | Masculino, hasta 18 años | Femenino, hasta 18 años     | Masculino, hasta 16 años antes de 1962 era hasta 15 años | Femenino, hasta 16 años antes de 1962 era hasta 15 años |
| ---- | ------------------------ | --------------------------- | -------------------------------------------------------- | ------------------------------------------------------- |
| 2023 | Danil Panarin            | Hannah Klugman              | Dominick Modesjczuk                                      | Leena Friedman                                          |
| 2022 | Gerard Campana Lee       | Mayu Crossley               | Naoya Honda                                              | Alexis Nguyen                                           |
| 2021 | Adolfo Daniel Vallejo    | Petra Marčinko              | Quang Duong                                              | Kate Kim                                                |
| 2020 | Arthur Fils              | Ashlyn Krueger              | Jonah Braswell                                           | Valeria Ray                                             |
| 2019 | Thiago Agustín Tirante   | Robin Montgomery            | Daniel Rincón                                            | Ashlyn Krueger                                          |
| 2018 | Otto Virtanen            | Cori Gauff                  | Pablo Llamas Ruiz                                        | Madison Sieg                                            |
| 2017 | Hugo Gaston              | Whitney Osuigwe             | Nicholas David Ionel                                     | Katriin Saar                                            |
| 2016 | Miomir Kecmanović        | Kaja Juvan                  | Steven Sun                                               | Katie Volynets                                          |
| 2015 | Miomir Kecmanović        | Bianca Andreescu            | Sebastián Báez                                           | María Lourdes Carlé                                     |
| 2014 | Stefan Kozlov            | Sofia Kenin                 | Sam Riffice                                              | Bianca Andreescu                                        |
| 2013 | Frances Tiafoe           | Varvara Flink               | Chung Yun-seong                                          | Charlotte Robillard-Millette                            |
| 2012 | Laslo Djere              | Ana Konjuh                  | Andrey Rublev                                            | Gloria Liang                                            |
| 2011 | Dominic Thiem            | Anett Kontaveit             | Hyeon Chung                                              | Erin Routliffe                                          |
| 2010 | George Morgan            | Lauren Davis                | Laurent Lokoki                                           | Alexandra Kiick                                         |
| 2009 | Gianni Mina              | Gabriela Dabrowski          | Alexios Halebian                                         | Breaunna Addison                                        |
| 2008 | Yuki Bhambri             | Julia Boserup               | Denis Kudla                                              | Chanelle Van Nguyen                                     |
| 2007 | Ričardas Berankis        | Michelle Larcher de Brito   | Bernard Tomic                                            | Lilly Kimbell                                           |
| 2006 | Petru-Alexandru Luncanu  | Nikola Hofmanova            | Grigor Dimitrov                                          | Allie Will                                              |
| 2005 | Robin Roshardt           | Caroline Wozniacki          | Gueorgui Roumenov Payakov                                | Oksana Kalashnikova                                     |
| 2004 | Timothy Neilly           | Jessica Kirkland            | Emiliano Massa                                           | Florencia Molinero                                      |
| 2003 | Marcos Baghdatis         | Nicole Vaidišová            | Donald Young                                             | Alexa Glatch                                            |
| 2002 | Brian Baker              | Vera Douchevina             | José Luis Muguruza                                       | Charlène Vanneste                                       |
| 2001 | Robin Söderling          | Vera Zvonareva              | Florin Mergea                                            | Whitney Deason                                          |
| 2000 | Todor Enev               | Vera Zvonareva              | Brian Dabul                                              | Marion Bartoli                                          |
| 1999 | Andy Roddick             | María José Martínez Sánchez | Giovanni Lapentti                                        | Raluca Ciochină                                         |
| 1998 | Roger Federer            | Elena Dementieva            | Tommy Robredo                                            | Marta Marrero                                           |
| 1997 | Nicolás Massú            | Tina Pisnik                 | Guillermo Coria                                          | Lourdes Domínguez Lino                                  |
| 1996 | Alberto Martín           | Ana Alcázar                 | Julien Jeanpierre                                        | Elena Dementieva                                        |
| 1995 | Mariano Zabaleta         | Anna Kournikova             | Dario Sciortino                                          | Ana Alcázar                                             |
| 1994 | Nicolás Lapentti         | Mariam Ramón                | Markus Hipfl                                             | Nathalie Dechy                                          |
| 1993 | Albert Costa             | Ángeles Montolio            | Mariano Zabaleta                                         | Stephy Halsell                                          |
| 1992 | Vincent Spadea           | Barbara Mules               | Rene Nicklisch                                           | Emanuela Sangiorgi                                      |
| 1991 | Marcelo Charpentier      | Elena Likhovtseva           | Gonzalo Corrales                                         | Andrea Glass                                            |
| 1990 | Andrei Medvedev          | Pili Pérez                  | Àlex Corretja                                            | Petra Kamstra                                           |
| 1989 | Fernando Meligeni        | Luanne Spadea               | Juan Garat                                               | Svetlana Komleva                                        |
| 1988 | Marc Rosset              | Carrie Cunningham           | Fabrice Santoro                                          | Sylvie Sabas                                            |
| 1987 | Jim Courier              | Natalia Zvereva             | Paul Dogger                                              | Florencia Labat                                         |
| 1986 | Javier Sánchez           | Patricia Tarabini           | Jim Courier                                              | Alexia Dechaume                                         |
| 1985 | Claudio Pistolesi        | Mary Joe Fernandez          | Arnaud Boetsch                                           | Sybille Niox-Château                                    |
| 1984 | Ricky Brown              | Gabriela Sabatini           | Horst Skoff                                              | Mary Joe Fernandez                                      |
| 1983 | Kent Carlsson            | Debbie Spence               | Bruno Orešar                                             | Shawn Foltz                                             |
| 1982 | Guy Forget               | Carling Bassett             | Stefan Edberg                                            | Claudia Hernández                                       |
| 1981 | Roberto Argüello         | Penny Barg                  | Carlos Chalbalgoity                                      | Raffaella Reggi                                         |
| 1980 | Joakim Nyström           | Susan Mascarin              | Michael Kures                                            | Barbara Bramblett                                       |
| 1979 | Raúl Viver               | Kathleen Horvath            | Mats Wilander                                            | Pamela Casale                                           |
| 1978 | Gabriel Urpi             | Andrea Jaeger               | Thierry Tulasne                                          | Michelle DePalmer                                       |
| 1977 | Ivan Lendl               | Anne Smith                  | Scott Davis                                              | Hana Mandlíková                                         |
| 1976 | John McEnroe             | Marise Kruger               | Ivan Lendl                                               | Mary Lou Piatek                                         |
| 1975 | Fernando Luna            | Lynn Epstein                | Bobby Berger                                             | Jennifer Balent                                         |
| 1974 | Billy Martin             | Lynn Epstein                | Van Winitsky                                             | Zenda Leiss                                             |
| 1973 | Billy Martin             | Mima Jaušovec               | Christophe Casa                                          | Zenda Leiss                                             |
| 1972 | Björn Borg               | Donna Ganz                  | Hans Gildemeister                                        | Robin Tenney                                            |
| 1971 | Corrado Barazzutti       | Donna Ganz                  | Björn Borg                                               | Jeanne Evert                                            |
| 1970 | Harold Solomon           | Chris Evert                 | Billy Martin                                             | Sandy Stap                                              |
| 1969 | Harold Solomon           | Chris Evert                 | John Whitlinger                                          | Laurie Fleming                                          |
| 1968 | Richard Stockton         | Patricia Montana            | Guillermo Vilas                                          | Chris Evert                                             |
| 1967 | Mike Estep               | Patti Hogan                 | Woody Blocher                                            | Karuka Sawamutsa/Haruka Sawamatsu?                      |
| 1966 | Manuel Orantes           | Peaches Barkowitz           | Charles Owens                                            | Linda Tuero                                             |
| 1965 | Ismail El Shafei         | Peaches Barkowitz           | Mac Claflin                                              | Carol Hunter                                            |
| 1964 | Marcello Lara            | Peaches Barkowitz           | Zan Guerry                                               | Carol Hunter                                            |
| 1963 | Thomaz Koch              | Peaches Barkowitz           | Charles Brainard                                         | Vicki Holmes                                            |
| 1962 | Tony Roche               | Stephanie DeFina            | Bill Harris                                              | Peaches Barkowitz                                       |
| 1961 | Mike Belkin              | Judy Alvarez                | Shyam Minotra                                            | Stephanie DeFina                                        |
| 1960 | William Lenoir           | Carole Ann Prosen           | Mike Belkin                                              | Stephanie DeFina                                        |
| 1959 | José Luis Arilla         | Sandy Warshaw               | Charles M. Pasarell                                      | Julie Heldman                                           |
| 1958 | Ronnie Barnes            | Carol Hanks                 | Clarke Graebner                                          | Carol Ann Prosen                                        |
| 1957 | Chris Crawford           | Maria Esther Bueno          | Mike Neely                                               | Frances Farrar                                          |
| 1956 | Carlos Fernandes         | Mary Ann Mitchell           | Ray Senkowski                                            | Gail DeLozier                                           |
| 1955 | Mike Green               | Mimi Arnold                 | Earl Buchholtz Jr.                                       | Gwyneth Thomas                                          |
| 1954 | Allen Quay               | Marilyn Stock               | Earl Buchholtz Jr.                                       | Sandra Lewis                                            |
| 1953 | Mike Green               | Pat Shaffer                 | Jimmy Skogstad                                           | Pat White                                               |
| 1952 | Eddie Rubinoff           | Karol Fageros               | Esteban Reyes                                            | Rose Marie Reyes                                        |
| 1951 | Sam Giammalva            | Karol Fageros               | Jerry Moss                                               | Leigh Hay                                               |
| 1950 | Jacque R. Grigry         | Toby Greenberg              | Al Harum                                                 | Meta Schroedel                                          |
| 1949 | Gil Bogley               | Elaine Lewicki              | Rey Garrido                                              | Suzanne Herr                                            |
| 1948 | Tommy Boys               | Elita Ramírez               | Bobby Sierra                                             | Toby Greenberg                                          |
| 1947 | Lew McMasters            | Joan Johnson                | Dick Holroyd                                             | Joan Woodberry                                          |

## Campeones de dobles
| Año  | Masculino, hasta 18 años              | Femenino, hasta 18 años                |
| ---- | ------------------------------------- | -------------------------------------- |
| 1993 | Sebastián Prieto Jimy Szymanski       | Anne Pastor Dally Randriantefy         |
| 1994 | Bobby Kokavec Jocelyn Robichaud       | Alice Canepa Maria Paola Zavagli       |
| 1995 | Kepler Orellana Mariano Zabaleta      | Giulia Casoni Maria Paola Zavagli      |
| 1996 | Petr Kralert Robin Vik                | Michaela Paštiková Jitka Schönfeldová  |
| 1997 | Mirko Pehar Lovro Zovko               | Kim Clijsters Zsófia Gubacsi           |
| 1998 | José de Armas Lovro Zovko             | Clarisa Fernández María Emilia Salerni |
| 1999 | Julien Benneteau Nicolas Mahut        | Maki Arai Bethanie Mattek              |
| 2000 | Bruno Echagaray Santiago González     | Gisela Dulko Anikó Kapros              |
| 2001 | Philipp Petzschner Simon Stadler      | Anna-Lena Grönefeld Barbora Strýcová   |
| 2002 | Scott Oudsema Phillip Simmonds        | Darya Kustova Anastasia Yakimova       |
| 2003 | Rafael Arévalo Jaime Cuellar          | Marina Erakovic Ekaterina Kosminskaya  |
| 2004 | Piero Luisi David Navarrete           | Marina Erakovic Monica Niculescu       |
| 2005 | Emiliano Massa Leonardo Mayer         | Jennifer-Lee Heinser Elizabeth Plotkin |
| 2006 | Danila Arsenov Roman Jebavý           | Sorana Cîrstea Urszula Radwańska       |
| 2007 | Roman Jebavý Vasek Pospisil           | Mallory Cecil Melanie Oudin            |
| 2008 | Devin Britton Jarmere Jenkins         | Lauren Embree Asia Muhammad            |
| 2009 | Mikhail Biryukov Alexander Rumyantsev | Anna Orlik Valeria Solovieva           |
| 2010 | Julien Cagnina Jeroen Vanneste        | Lauren Herring Madison Keys            |
| 2011 | Liam Broady Joshua Ward-Hibbert       | Victoria Kan Ganna Poznikhirenko       |
| 2012 | Christian Garín Nicolás Jarry         | Gabrielle Andrews Taylor Townsend      |
| 2013 | Filippo Baldi Lucas Miedler           | Naiktha Bains Tornado Alicia Black     |
| 2014 | Stefan Kozlov Michael Mmoh            | Catherine Bellis Markéta Vondroušová   |
| 2015 | Yuta Shimizu Yunosuke Tanaka          | Pranjala Yadlapalli Tamara Zidanšek    |
| 2016 | Toru Horie Yuta Shimizu               | Olga Danilović Anastasia Potapova      |
| 2017 | Tomáš Macháč Ondřej Štyler            | Joanna Garland Naho Sato               |
| 2018 | Sergey Fomin Gauthier Onclin          | Adrienn Nagy Park So-hyun              |
| 2019 | Mikolaj Lorens Shunsuke Mitsui        | Alexandra Eala Evialina Laskevich      |
| 2020 | Peter Fajtan Zsombor Velcz            | Reese Brantmeier Kimmi Hance           |
| 2021 | Edas Butvilas Abedallah Shelbayh      | Petra Marčinko Diana Shnaider          |
| 2022 | Adriano Dzhenev Iliyan Radulov        | Tyra Grant Iva Jovic                   |
| 2023 | Andrew Delgado Matthew Forbes         | Tyra Grant Iva Jovic                   |